# Calliandra tweediei
Espèce
Classification phylogénétique
Calliandra tweediei est une espèce de plantes à fleurs de la famille des Fabaceae. C’est un arbuste à feuillage persistant originaire d'Argentine, du Brésil, du Paraguay et d'Uruguay. Comme d'autres espèces du genre Calliandra, il est parfois appelé « arbre aux houppettes ». Il est largement cultivé pour ses fleurs rouges.

## Description morphologique
Calliandra tweediei est un buisson de 2 à 5 m de hauteur. Les feuilles sont alternes, pétiolées, pubescentes, bipennées, portant deux à sept paires de folioles eux-mêmes formés de 15 à 20 paires de folioles de second ordre allongés de 3 à 7 mm de long sur 1 à 2 de large. Les fleurs sont groupées en glomérules axillaires, solitaires, de 5 à 7 cm de diamètre. Elles ont un calice soudé à 4 à 6 dents, une corolle tubulaire à 4 à 6 lobes, et surtout de longues étamines rouges. Le fruit est une gousse de 5 à 7 cm de long.
La plante fleurit du printemps au début de l'automne.
Elle ne supporte pas le gel.

## Synonymes
- Anneslia tweediei Lindm.
- Anneslia tweedii (Benth.)Lindm.
- Calliandra tweediei Benth.
- Calliandra tweediei var. tweediei Benth.
- Feuilleea tweedii Kuntze
- Inga pulcherrima Paxton
- Mimosa yaguaronensis Larranaga[1]